# ژان گنش
ژان گنش (فرانسوی: Jean Gainche‎؛ زادهٔ ۱۲ اوت ۱۹۳۲) دوچرخه‌سوار اهل فرانسه است.